# Linija (crtani film)
Linija (talijanski: La Linea) je crtani film talijanskog autora Osvalda Cavandolija. Crtani film je svojstven po tome što zapravo predstavlja inačicu linije, beskonačne crte koja se pruža zdesna na lijevo, a "iskrivljava" se na mjestu gdje se nalazi čovječuljak koji nešto čini, krećući se s desna na lijevo, usput komentirajući nešto sa - crtačem. Crtač ne govori, nego samo napravi "rješenje" - nacrta ili izbriše, te se tada vidi crtačeva ruka (uglavnom šaka); ipak, ruka se ne vidi svaki put, ali olovka se vidi na zaslonu. Prirodno, crtani lik stalno naiđe na "nešto", što ga zabavi ili iživcira, odnosno na koncu ga uvijek iživcira, jer uvijek nešto pođe krivo. Čovječuljak iskazuje sav talijanski temperament kada se raduje, priča, ljuti, smije, oduševljava, nabraja, "odmjeri šakom do lakta" itd.
Pozadinska boja se često mijenja kako se mijenja raspoloženje Liniji, ali većina podloga je crna, dok je linija uvijek bijela.
Sam crtani film se često koristio u reklamama, prije nego što je krenula crtana TV-serija.
Linija je nastala 1969. godine, kada je Cavandoli napravio crtić-reklamu za jednu talijansku tvrtku koja se bavila opremom za domaćinstvo. Crtani lik je bio pojednostavljen, pojedinosti i boje su bile izostavljene, pa se tako gledateljstvo moglo usredotočiti na djela glavnog lika. Glavni lik crtića bi pozdravio crtača (mmmm-daaaa!), krenuo hodati i obično bi naišao na prepreku. Zadnja neprelazna prepreka je uvijek bio kraj crte. Sve je ovo bio obrazac koji se ponavljao u svakoj epizodi crtane nizanke (uz odjavnu melodiju:"bajum-bajum"). 
Glas je posuđivao Carlo Bonomi. 
Godine 2005., se pojavila u video-spotu za Jamiroquaijevu pjesmu (Don't) Give Hate a Chance, gdje joj je zapravo odan hommage. Sam spot je animirani komentar "Rata protiv terorizma" i sadrži 3D prikaze poznatog lika, Linije, kao i crtačevu ruku i olovku.
Linija se 2000-ih pojavila i u raznim reklamama.

## Vanjske poveznice
- La Linea u internetskoj bazi filmova IMDb-a